# Baniana significans
Baniana significans là một loài bướm đêm trong họ Erebidae.